# Can Pol (Anglès)
Can Pol és un edifici al municipi d'Anglès catalogat a l'Inventari del Patrimoni Arquitectònic de Catalunya. Casa medieval transformada de la qual no hi ha data fixa, encara que a la casa del costat dret, el número 3, té una llinda monolítica amb la data de 1635. Edifici de quatre plantes entre mitgeres, d'una sola crugia i coberta de dues aigües a la façana del costat esquerre del carrer d'Avall. Respon a la tipologia de casa medieval transformada. La planta baixa té un portal de permòdols emmarcat de pedra d'estructura rectangular. La porta és de fusta i la llinda, monolítica i de recent factura, té un baix relleu triangular central. El primer pis té una finestra de pedra amb una llinda monolítica horitzontal decorat amb una creu una estructura vegetal triangular a la part central i inferior. El segon pis té una finestra petita amb impostes avançades i sense llinda. El tercer pis no té obertures, però es veuen unes arcades de rajol, segurament obertes durant el segle xix, així com aquest pis superior, ara tapades i reomplertes de pedra de maçoneria. La façana és de pedra vista per subtracció de l'arrebossat original.